# Expropriationen i svensk rättshistoria
Den här artikeln behandlar expropriation i svensk rättshistoria.
Expropriation (av latinets ex, "av, från", och pro'prius, "egen"), är ett rättsligt förfarande där ägaren av en fastighet mot ekonomisk ersättning tvingas överlåta äganderätten till en annan part. Expropriation kan även gälla enbart nyttjanderätten av en fastighet. Detta innebär att ägaren behåller äganderätten men tvingas överlåta rätten att använda, hyra eller arrendera fastigheten till en annan part.

## Bakgrund
I franska nationalförsamlingens "förklaring av människans och medborgarens rättigheter" från 1789, vilken utgjorde teoretisk grundval för konstitutionen 1791, uttalades att äganderätten var "helig och okränkbar" och att ingen kunde berövas densamma, utom då ett tvingande allmänt behov krävde det, och då under villkor av skälig ersättning. 
Ett likartat uttalande har sedermera funnit plats i de flesta moderna europeiska grundlagar. 

## Äldre lag
Den svenska grundlagen uttalade sig tidigare inte om expropriation (jämför den nuvarande regeringsformen med § 16 av 1809 års regeringsform). Från den svenska rättens ståndpunkt innefattade under den gamla regeringsformens tid expropriation i inskränkt och egentlig mening ett rättsligen framtvingat avstående och motsvarande förvärv av rätt till jord eller lägenhet enligt "kunglig förordning angående jords eller lägenhets avstående för allmänt behov" 14 april 1866 eller därtill knuten lagstiftning. 
Den gällande svenska expropriationsrätten i egentlig mening hade dock tidigare börjat utvecklats i anslutning till stadgandena i 25 kap. 1 § Byggningabalken av 1734 års lag, vilket lagrum för ett särskilt fall, anläggning av landsväg, möjliggör expropriation.

## Expropriationsförordningar
En expropriationsförfattning av mera allmän räckvidd erhöll man i en kunglig förordning 20 november 1845. Denna förordning, som 1854 underkastades vissa ändringar rörande expropriation för utläggning av elektriska ledningar, utgjorde grundval för "kunglig förordning angående jords eller lägenhets avstående för allmänt behov" 14 april 1866. Däri stadgades: 
"Där Konungen pröfvar nödigt, att jord eller lägenhet, som enskild man, menighet eller inrättning tillhörer, begagnas skall, antingen till rikets försvar, till allmän väg, bro, hamn eller lastningsplats, till torg eller gata i stad, till uttappning eller sänkning af sjö, till strömrensning, farled eller annan vattenledning, till allmän byggnad eller till dylikt allmänt behof, vare egare pliktig att afstå hvad för ändamålet fordras; njute dock den, som härigenom skada lider, ersättning därför".
Vidare kunde kungen, vad gällde ägare av flygsandsfält som försummat att ta sådan vård som var särskilt föreskrivet, förordna, att fältet skulle exproprieras. Kunde enligt den äldre lagen inte överenskommelse träffas om ersättning vid expropriation, skulle frågan prövas av en särskild nämnd, som tillsättes vid underrätten i den ort, där jorden eller lägenheten fanns. Nämnden, vars ledamöter var nio, utsågs genom samverkan av domstol och parter. Vid bestämmandet av ersättning för jord eller lägenhet, som skulle avstås, skulle nämnden i pengar uppskatta såväl jorden eller lägenheten, efter vad sådan av lika beskaffenhet på orten högst kunde vara värd, och även högsta skäliga belopp av den skada, annan än ägaren genom jordens eller lägenhetens avstående lider av expropriationen.
Uppkom genom själva begagnandet av den ifrågavarande egendomen för det allmänna behovet skada för ägaren eller annan och hade denna skada inte beräknats vid den ersättning, som på ovan angivna sätt blivit bestämd, då skulle också ersättning därför bestämmas till högsta belopp, vartill skälig skadeersättning skulle uppskattas. 1866 års expropriationsförordning kände i princip bara ett tvunget avstående av äganderätt till jord eller lägenhet. Ett avstående av annan rätt - servitutsrätt eller nyttjanderätt - kunde dock förekomma i vissa fall. 
Enligt förordningar 30 december 1880 om respektive allmän farled, allmän flottled och tillägg till 1866 års expropriationsförfattning kunde i expropriationsväg också ges rätt att leda bort vatten ur vattendrag. Jämlikt lag av 29 juni 1900, innefattande tillägg till 1866 års expropriationsförfattning, kunde ägare av fast egendom komma att till förmån för vattenledning genom expropriationsförfarande underkastas inskränkningar i egendomens bruk. Kretsen av de allmänna intressen, vilka kunde föranleda till expropriation, var enligt 1866 års förordning i viss mån begränsad. Denna krets utvidgades genom lag, innefattande vissa bestämmelser om elektriska anläggningar 27 juni 1902.

## 1917 års expropriationslag
En ny expropriationslag antogs 12 maj 1917, som i stort byggde på den kungliga förordningen av 20 november 1845, men ytterligare utvidgade möjligheten till expropriering i för kommunala behov, för tryggande av bostadsförhållanden i tätbebyggt samhälle med mera.
Ersättningen vid expropriation enligt dessa äldre lagar brukade vanligen kalkyleras som fulla marknadsvärdet plus femtio procent.
År 1949 gjordes en översyn av ersättningsreglerna då det påstods att ersättningar ofta bestämdes till högre belopp än vad som ansågs skäligt. Under 1950 till 1960-talets slut tvingades expropriationsdomstolar ofta tillämpa av regeringen beslutade och standardiserade ersättningsmallar. I en del fall ansågs mallarna ersätta fulla värdet och i andra fall kunde ersättningsmallarna ligga cirka 50 procent under estimerade medianvärden för fastighetsförsäljningar.

## Expropriationslagen 1972
Med expropriationslagen 1972 utökades kommunernas rätt till expropriering. Regelverket som då det antogs möttes av starkt motstånd gav rätt att expropriera mark även för en framtida planerad bebyggelse. Samtidigt begränsades rätten till ersättning, markägaren erhöll ingen ersättning för markvärdesökningar som var kopplade till markens läge och förväntningar dess värde vid en kommande exploatering utan enbart det värde marken hade i sin nuvarande funktion. 1988 antogs en lag som gav den som utsätts för expropriation att få lagligheten prövad i Regeringsrätten.